# نطاق استخدام لينكس
نواة لينكس المستندة إلى أنظمة التشغيل تم اعتمادها على نطاق واسع في مجموعة واسعة جدا من الاستخدامات. تنطبق جميع مزايا وفوائد البرمجيات المجانية والمفتوحة المصدر على نواة لينكس ، وعلى معظم برامج النظام الأخرى.

## بالنسبة لأجهزة الكمبيوتر المكتبية
المقال الرئيسي: جنو/لينكس على أجهزة سطح المكتب (الحاسوب الشخصي)
نزلات أجهزة الإنسان اجهة (HIDS) المتاحة ل أجهزة الكمبيوتر المكتبية ، أجهزة الكمبيوتر المحمولة والأجهزة المماثلة تحدد تصميم واجهة (رسوم بيانية) الإنسان والحاسوب تنفيذها في مجال البرمجيات.هناك بعض حزم البرامج للاختيار من بينها ، عند بناء واجهة مستخدم رسومية مصممة وفقًا لذلك . إن برنامج تشغيل الإدخال العام لنواة لينكس هو evdev ، ولكن هنا توجد طرق إدخال متعددة تم تنفيذها كبرامج وسيطة ، أي أعلى ، وليست كجزء من نواة لينكس.

## بالنسبة للألعاب
المقال الرئيسي: لينكس كمنصة للألعاب
كما يثبت التبني ، فإن نواة لينكس مناسبة كمنصة للألعاب. بالطبع ، هناك حاجة إلى إضافة برامج إما لزيادة تثبيت سطح المكتب النموذجي لتكون مناسبة كمنصة للألعاب ، أو لإنشاء نظام تشغيل يستند إلى لينكس لمنصة ألعاب مخصصة.

## بالنسبة للخوادم
المقال الرئيسي: لينكس للخوادم

### خوادم
هناك وفرة من برامج الخادم ( cf. نموذج العميل-الخادم ) تدعم بروتوكولات الاتصالات المختلفة ، مثل بروتوكول نقل النص الفائق (خادم الويب) ، بروتوكول إرسال البريد البسيط (وكلاء نقل البريد) ، بروتوكول مكتب البريد وبروتوكول الوصول إلى رسائل الإنترنت (خادم البريد الإلكتروني) ، بروتوكول الوصول إلى الدليل الخفيف ( LDAP) و Server Message Block (SMB-CIFS) ( Samba ) وبروتوكول إدارة الشبكة البسيط (SNMP) (لمراقبة النظام والشبكة ) وبروتوكول بدء الجلسة (SIP) وبروتوكولات التوجيه المختلفة التي تعمل بشكل جزئي حصريًا على نواة لينكس .
بعض حزم البرامج ، التي تسمى أيضًا حزم الحلول ‏ ، تم اعتمادها على نطاق واسع ، وأصبحت اختصاراتها معروفة. الامثله تشمل:
لصفحات الويب الديناميكية :
- نظام التشغيل لينكس ، خادم الويب خادوم إتش تي تي بي أباتشي ، قاعدة بيانات ماي إس كيو إل ، ولغة برمجة بي إتش بي ( لامب (حزمة برمجيات) )
- نظام التشغيل لينكس، و الداء العليقي خادم الويب ، Mnesia أو كاوتش دي بي قاعدة البيانات ، و إرلانج لغة البرمجة ( LYME ، LYCE)

للحوسبة السحابية :
- نظام التشغيل لينكس ، إطار عمل Eucalyptus خدمات أمازون ويب ، إطار عمل الحوسبة السحابية لـ أب سكالي  [لغات أخرى]‏ ، ولغة برمجة بايثون (LEAP)
- أوبن ستاك - للبنية التحتية كخدمة (IaaS) ، تعمل عُقد جهاز التحكم فقط على نظام تشغيل لينكس

م تنفيذ جميع الأنواع الثلاثة من المحاكاة الافتراضية (المستندة إلى الأجهزة ، والبرمجيات القائمة ، و paravirtualization) من قبل عدد قليل من المشاريع ، التي تعمل بنظام لينكس ، وبعضها يقتصر على لينكس. تم تخصيص نواة لينكس وتكييفها وصقلها إلى سيناريوهات مختلفة ، وخاصة لتشغيل مضيف المعقل ‏ . وقد تم بالفعل إدخال بعض الخطوط الرئيسية ، وبعضها يجري تطويره والحفاظ عليه خارج الشجرة.
لا تزال أنظمة التشغيل القائمة على نواة لينكس تعمل كخادم توجيه على كل من حواسيب الخادم وأجهزة سلعة ، في الحالات التي تكون فيها معدات التوجيه المهنية مثل سيسكو محفز إما مبالغة أو مكلفة للغاية. مكونات نواة لينكس، مثل نت فيلتر أو شبكة جدولة لينكس ، جنبا إلى جنب مع ما هو متاح الحرة والمفتوحة المصدر التوجيه الشياطين الطيور التوجيه الانترنت الخفي ‏ (BIRD)، BATMAN ، كواجا ، و XIRP2 انجاز المهمة بشكل جيد للغاية. يمكن إجراء توجيه منخفض التكلفة ومنخفض الأداء بواسطة أجهزة التوجيه اللاسلكية التي تعمل السلامة في المسطحات المائية .

## بالنسبةللهاتف المحمول
واحد من أفضل أنظمة التشغيل المعروفة التي تعمل بنظام التشغيل لينكس للأجهزة المحمولة ، مثل الهواتف الذكية ، هو Android (نظام التشغيل) . الروبوت يعمل على نواة لينكس معدلة ويجمع مع بايونك بدلا من سي العمومية ، إلى SurfaceFlinger كما الخادم عرض ‏ ، وبعض بدائل أخرى مكتوبة خصيصا لهذا الغرض.

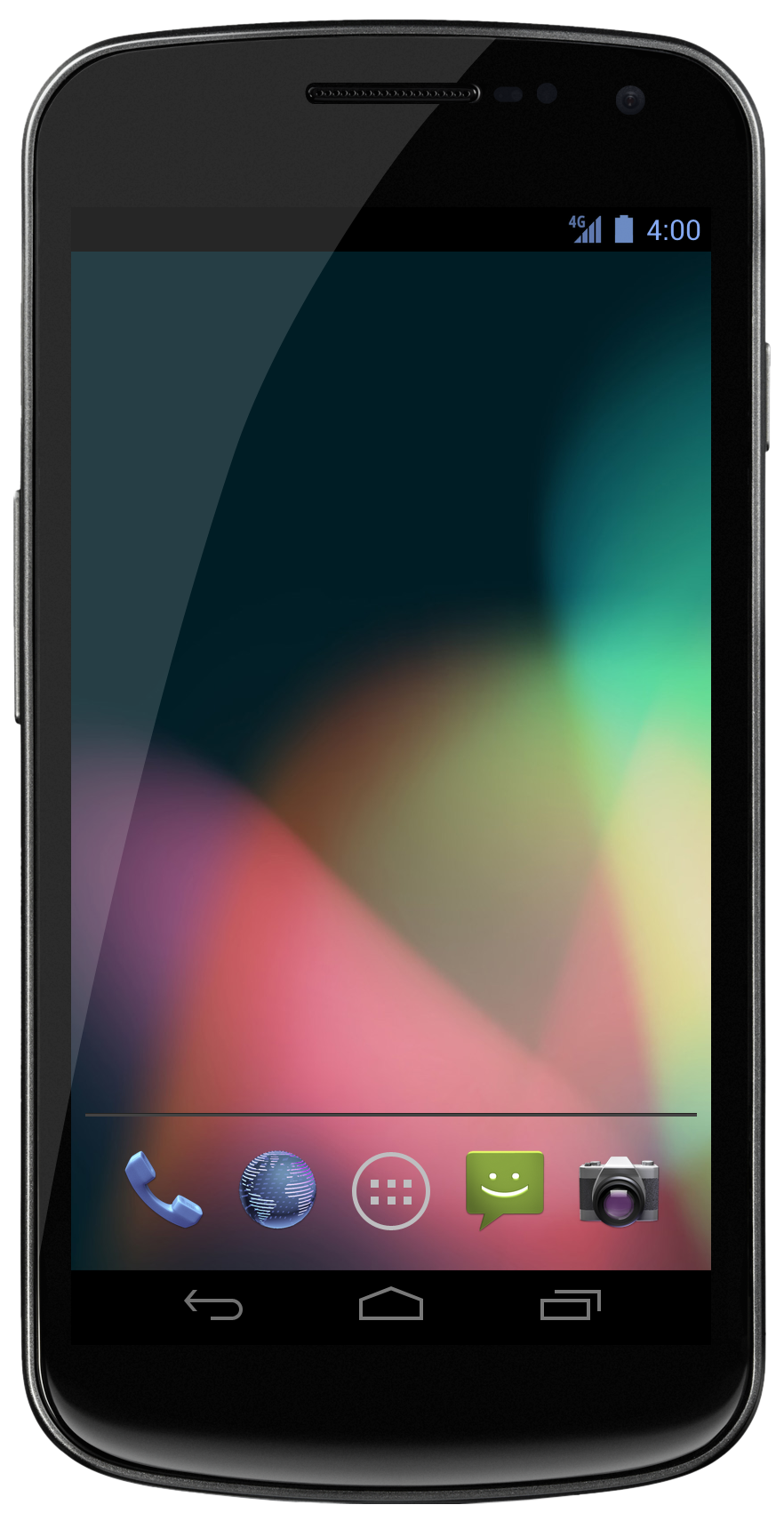
جالكسي نكسس ، وهو جهاز اندويد يستند إلى لينكس

تحتوي العديد من الأجهزة المحمولة على شاشة تعمل باللمس كأجهزة جهاز واجهة المستخدم البشرية الوحيدة (HID). يجب تكييف واجهة المستخدم الرسومية وجزءًا الوسيطة في نظام التشغيل لتمكين مصممي البرامج من إنشاء واجهة بشرية - كمبيوترية متوافقة.

## بالنسبةللأنظمة المدمجة
وقد اكتسب نواة لينكس استخدام واسع في الأنظمة المستخدمة في تشغيل أنظمة المدمجة ، كما في الوقت الحقيقي والمتغيرات غير الوقت الحقيقي.
توجد الرقع التي تحول نواة لينكس إلى نواة في الوقت الحقيقي ، وتسمى نظام تشغيل في الوقت الحقيقي (RTOS). العديد من الحفاظ عليها بنشاط. في الحد الأدنى ، يشتمل نظام التشغيل هذا على نواة لينكس و يوسي ليبس وBusyBox المعدلة بشكل أو بآخر .

أمثلة على الأجهزة التي تستخدم أنظمة مضمنة.

توجد متغيرات غير RTOS. أوبن دبليو آر تي ، وهو أيضًا توزيعة لينكس ، هو للاستخدام على أجهزة معدات العملاء ‏ (CPE) مثل أجهزة التوجيه اللاسلكية . Rockbox ، التي تعتمد على μCلينكس ، هو نظام تشغيل لمشغلات الوسائط المحمولة .

'